# 佐川駅 (韓国鉄道公社)
佐川駅（チャチョンえき）は、大韓民国釜山広域市機張郡にある韓国鉄道公社東海線の駅である。東海線の駅。当駅には電鉄線の電車のみが停車する。

## 駅周辺
- 佐川初等学校（朝鮮語版）
- 長安コンピューター学院
- 佐川郵便局
- 長安邑事務所
- 長安中学校（朝鮮語版）
- 長安第一高等学校（朝鮮語版）

## 歴史
- 1934年12月16日 - 開業。
- 2016年12月30日 - 東海南部線が東海線に編入。[1]
- 2021年12月28日 - 東海電鉄線が日光駅 - 太和江駅間で延伸開業[2]。この日をもって当駅へのムグンファ号の停車がなくなる。

## 隣の駅
韓国鉄道公社
●東海電鉄線
日光駅 - 佐川駅 - 月内駅